# András Szente
András Szente (Budapeste, 10 de dezembro de 1939 — Flórida, 14 de setembro, de 2012) foi um canoísta  húngaro especialista em provas de velocidade.

## Carreira
Foi vencedor da medalha de prata em K-1 4x500 m em Roma 1960, junto com os colegas de equipa Imre Szöllősi, Imre Kemecsey e György Mészáros.
Foi vencedor da medalha de prata em K-2 1000 m em Roma 1960, junto com o seu colega de equipa György Mészáros.